# Tuvevägen
Tuvevägen är en relativt lång gata/väg på Hisingen, Göteborgs kommun.

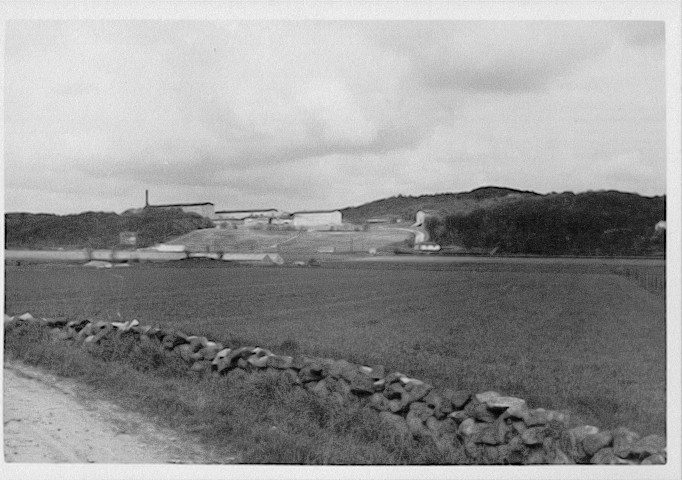
Vy från Gamla Tuvevägen mot Lillhagens sjukhus, 1935.

Vägen startar vid Björlandavägen, passerar Tuve och Skändla, och slutar i Säve strax efter en större korsning med Hisingsleden/Norrleden.
Vägen har formen av genomfartsled, och är utformad för att samla upp trafik från Tuve och Säve samhällen till de centrala delarna av Hisingen. Hastighetsbegränsningarna är 50, 70 och 90 km/h.

## Historia
Tuvevägen mynnade förr i tiden i Tuve kyrkväg vid Tången, en mindre landsväg förbi Tuve kyrka och Skändla och som slutade vid Kongahällavägen vid Bärby korsväg. Trafiken ökade med åren och nya bostadsområden byggdes i norra Tuve. Man insåg det omöjliga att ha kvar trafiken på de krokiga vägarna förbi Tuve kyrka och genom Skändla by, varför man byggde en rakare genomfartsled från Tången och i princip rakt norrut.
Ungefär samtidigt byggdes genomfartsleden Hisingsleden/Norrleden, och där Tuvevägen korsar Norrleden, byggdes en ljuskorsning. Samtidigt kortades Tuve kyrkväg av vid Skändla rös, något man kan se spår av än idag. Tuve kyrkväg förbands med Tuvevägen via Lilla Skändlavägen.
1977 inträffade Tuveraset, och gjorde Tuvevägen oframkomlig. Till en början stängdes hela sträckan av från korsningen med Finlandsvägen i Tuve, till Skogomevägen, men efter hand endast området precis vid raset.
Hösten 2007 bytte Göteborgs kommun ut gatubelysningen på sträckan Hildedal-Tången. De nya gatubelysningsarmaturerna är en av de första i landet som själv anpassar ljusstyrkan till graden av mörker. Detta ger en kraftig energibesparning, enligt Trafikkontorets webbplats. Armaturerna rapporterar också själva när det är dags att byta lampor, enligt kommunen.[källa behövs]